# Bóng đá trong nhà tại Đại hội Thể thao Đông Nam Á 2017 - Nam
Giải đấu bóng đá trong nhà nam tại Bóng đá trong nhà tại Đại hội Thể thao Đông Nam Á 2017 sẽ được tổ chức từ ngày 18 đến ngày 27 tháng 8 ở Malaysia. Trong giải đấu này, 5 đội bóng Đông Nam Á sẽ thi đấu ở giải đấu dành cho nam giới.
Tất cả trận đấu đều diễn ra tại Sân vận động Panasonic ở Shah Alam.

## Lịch thi đấu cụ thể
Sau đây là lịch thi đấu của giải bóng đá trong nhà dành cho nam:
| RR | vòng tròn một lượt |

| Th6 18 | Th7 19 | CN 20 | Th2 21 | Th3 22 | Th4 23 | Th5 24 | Th6 25 | Th7 26 | CN 27 |
| ------ | ------ | ----- | ------ | ------ | ------ | ------ | ------ | ------ | ----- |
| RR     |        | RR    |        | RR     |        |        | RR     |        | RR    |

## Các quốc gia tham dự
Có 5 đội tuyển tham dự giải:
- Indonesia
- Malaysia
- Myanmar
- Thái Lan
- Việt Nam

## Điều lệ giải đấu
- Các đội bóng thi đấu vòng tròn một lượt xếp hạng; Đội có số điểm cao nhất giành huy chương vàng, đội xếp thứ nhì giành huy chương bạc còn đội xếp thứ ba sẽ giành huy chương đồng.

## Các kết quả
- Tất cả thời gian được tính giờ chuẩn Malaysia (UTC+8).

| VT | Đội          | ST | T | H | B | BT | BB | HS  | Đ | Kết quả chung cuộc |
| -- | ------------ | -- | - | - | - | -- | -- | --- | - | ------------------ |
| 1  | Thái Lan     | 4  | 3 | 0 | 1 | 20 | 10 | +10 | 9 | Huy chương vàng    |
| 2  | Malaysia (H) | 4  | 2 | 1 | 1 | 14 | 19 | −5  | 7 | Huy chương bạc     |
| 3  | Việt Nam     | 4  | 2 | 1 | 1 | 12 | 7  | +5  | 7 | Huy chương đồng    |
| 4  | Indonesia    | 4  | 1 | 0 | 3 | 7  | 14 | −7  | 3 |                    |
| 5  | Myanmar      | 4  | 1 | 0 | 3 | 10 | 23 | −13 | 3 |                    |

| Thái Lan                                                                         | 4–1 | Việt Nam            |
| -------------------------------------------------------------------------------- | --- | ------------------- |
| Suphawut Thueanklang 9' · Muhammad Osamanmusa 18', 24' · Jirawat Sornwichian 39' |     | Nguyễn Minh Trí 28' |

| Myanmar                                                                               | 4–5 | Malaysia                                                                                  |
| ------------------------------------------------------------------------------------- | --- | ----------------------------------------------------------------------------------------- |
| Nyein Min Soe 2' · Ko Ko Lwin 15' · Pyae Phyo Maung (3) 24' · Pyae Phyo Maung (2) 30' |     | Azri Rahman 6', 34' · Akmarulnizam Idris 9' · Khairul Effendy 32' · Syed Aizad Daniel 35' |

| Indonesia                                                          | 4–2 | Thái Lan                                       |
| ------------------------------------------------------------------ | --- | ---------------------------------------------- |
| M Subhan Faidasa 3' · Syauqi Saud 18', 23' · Alexander Benhard 39' |     | Jetsada Chudech 22' · Suphawut Thueanklang 38' |

| Malaysia          | 1–1 | Việt Nam         |
| ----------------- | --- | ---------------- |
| Ridzwan Bakri 29' |     | Phạm Đức Hòa 37' |

| Việt Nam                                                                                               | 6–1 | Myanmar                 |
| --- | --- | ----------------------- |
| Trần Văn Vũ 2' · Trần Thái Huy 17' · Ngô Ngọc Sơn 24', 32' · Nguyễn Thành Tín 25' · Nguyễn Văn Huy 33' |     | Pyae Phyo Maung (2) 39' |

| Indonesia | 0–5 | Malaysia                                                                            |
| --------- | --- | ----------------------------------------------------------------------------------- |
|           |     | Ridzwan Bakri 11', 29' · Azri Rahman 31' · Awaluddin Nawi 32' · Khairul Effendy 37' |

| Việt Nam                                                               | 4–1 | Indonesia |
| ---------------------------------------------------------------------- | --- | --------- |
| Phạm Đức Hòa 27' · Lê Quốc Nam 33' · Vũ Xuân Du 38' · Ngô Ngọc Sơn 40' |     |           |

| Myanmar | 2–10 | Thái Lan |
| ------- | ---- | -------- |
|         |      |          |

| Myanmar                                    | 3–2 | Indonesia                                      |
| ------------------------------------------ | --- | ---------------------------------------------- |
| Nyein Min Soe 11' · Nainh Ye Kyaw 25', 40' |     | Tricahyo Ramadhan 9' · Ardiansyah Runtuboy 33' |

| Malaysia | 3–4 | Thái Lan |
| -------- | --- | -------- |
|          |     |          |